# Carmen Villalobos
Pour les articles homonymes, voir Villalobos.
Carmen Villalobos, née Yorley del Carmen Villalobos Barrios le 13 juillet 1983 à Barranquilla (Colombie), est une actrice et mannequin colombienne.

## Biographie

### Carrière
Carmen Villalobos est surtout connue pour son personnage de Catalina Santana dans la telenovela Sin senos no hay paraíso basée sur le livre de Gustavo Bolívar (en) intitulé Sin tetas no hay paraíso. Elle remporte un autre rôle majeur dans la série Telemundo, El señor de los cielos, où elle joue Leonor Ballesteros,. Elle est également connue comme étant Alejandra Paz dans la nouvelle de Telemundo, Niños Ricos, Pobres Padres. Elle re-personnifie Catalina Santana dans la telenovela Sin senos sí hay paraíso, basée sur le livre de Bolivar intitulé Sin tetas si hay paraíso. Dans la première saison de cette série, elle n'a qu'une participation spéciale en faisant des flashbacks et des caméos. Au cours de la deuxième saison, elle est promue personnage principal de la série.

### Vie privée
Elle épouse son petit ami de longue date, l'acteur Sebastián Caicedo (en), le 18 octobre 2019 à Carthagène, en Colombie. Le 25 juillet 2022, elle confirme qu'elle et Caicedo étaient séparés depuis plusieurs mois.

## Filmographie

### Rôles au cinéma
- 2018 : El fantasma de mi novia (es) : Lupe del Mar[7]

### Télévision
- 1999 : Club 10 : Abi
- 2003 : Amor a la plancha : Ernestina "Nina" Pulido
- 2004 : Dora, la celadora : Catalina Urdaneta
- 2005-2006 : La Tormenta : Trinidad "Trini" Ayala Camacho (rôle récurrent ; 216 épisodes)
- 2006 : Amores de mercado : Beatriz "Betty" Gutiérrez (rôle récurrent ; 123 épisodes)
- 2008-2009 : Sin senos no hay paraíso : Catalina Santana (rôle principal ; 167 épisodes)
- 2009-2010 : Niños Ricos, Pobres Padres : Alejandra Paz Ríos (rôle principal ; 131 épisodes)
- 2010 : Ojo por ojo : Nadia Monsalve Jericó (rôle récurrent ; 98 épisodes)
- 2011 : Mi corazón insiste en Lola Volcán : María Dolores "Lola" Volcán (rôle principal ; 133 épisodes)
- 2012 : Made in Cartagena : Flora María Díaz (rôle principal ; 63 épisodes)
- 2013-2015 : El señor de los cielos : Leonor "Leo" Ballesteros Mireles (rôle récurrent  (saison 1) ; rôle principal  (saison s 2–3) ; 232 épisodes)
- 2016-2018 : Sin senos sí hay paraíso : Catalina Santana / Virginia Fernández de Sanín (rôle d'invité (saison 1) ; rôle principal  (saisons 2 et 3) ; 177 épisodes)
- 2019 : El final del paraíso : Catalina Santana / Virginia Fernández (rôle principal (saison 4) ; 82 épisodes)
- 2021 : Café con aroma de mujer[8] : Lucía Sanclemente (rôle récurrent ; 92 épisodes)
- 2022 : Hasta que la plata nos separe : Alejandra Maldonado (rôle principal ; 88 épisodes)
- 2022-présent : Top Chef VIP[9] : elle-même (animatrice)

## Récompenses, distinctions et nominations
| Année | Prix                   | Catégorie                                 | Travaux                  | Résultat    |
| ----- | ---------------------- | ----------------------------------------- | ------------------------ | ----------- |
| 2012  | Premios Tu Mundo       | Le couple parfait (avec Jencarlos Canela) | Mi corazón insiste       | Nomination  |
| 2012  | Premios Tu Mundo       | Meilleur baiser (avec Jencarlos Canela)   | Mi corazón insiste       | Nomination  |
| 2013  | Prix People en Español | Meilleure actrice dans un second rôle     | El señor de los cielos   | Nomination  |
| 2014, | Premios Tu Mundo       | Actrice principale préférée               | El señor de los cielos   | Nomination, |
| 2015, | Premios Tu Mundo       | Actrice principale préférée : Série       | El señor de los cielos   | Nomination, |
| 2015, | Premios Tu Mundo       | Couple parfait (avec Rafael Amaya)        | El señor de los cielos   | Nomination, |
| 2016  | Prix de la vie à Miami | Meilleur rôle féminin dans une Telenovela | El señor de los cielos   | Nomination, |
| 2017  | Premios Tu Mundo       | Je suis sexy et je le sais                | Sin senos si hay paraíso | Lauréate    |

- (en) Carmen Villalobos : Awards, sur l'Internet Movie Database